# Église Saint-Remy d'Aouste
L'église Saint-Rémy est une église située à Aouste, dans le département des Ardennes, en France. C'est l'une  des églises fortifiées de Thiérache.

## Description

### Extérieur
L'extérieur présente cet aspect robuste propre aux églises fortifiées. Une tour carrée fortifiée est située sur l'angle gauche de la nef. Elle est percée de canonnières et de meurtrières. Cette tour communiquait avec le dessus des voûtes de la nef, l'ensemble servant de refuge à la population. Un puits et une cheminée complétait le dispositif d'accueil. On accédait à la tour par un escalier en partie dans la nef, en partie dans la tourelle ronde partielle qui lui est accolée. De puissants contreforts renforcent la construction.
Le portail occidental est de style gothique flamboyant et est surmonté d'une bretèche.

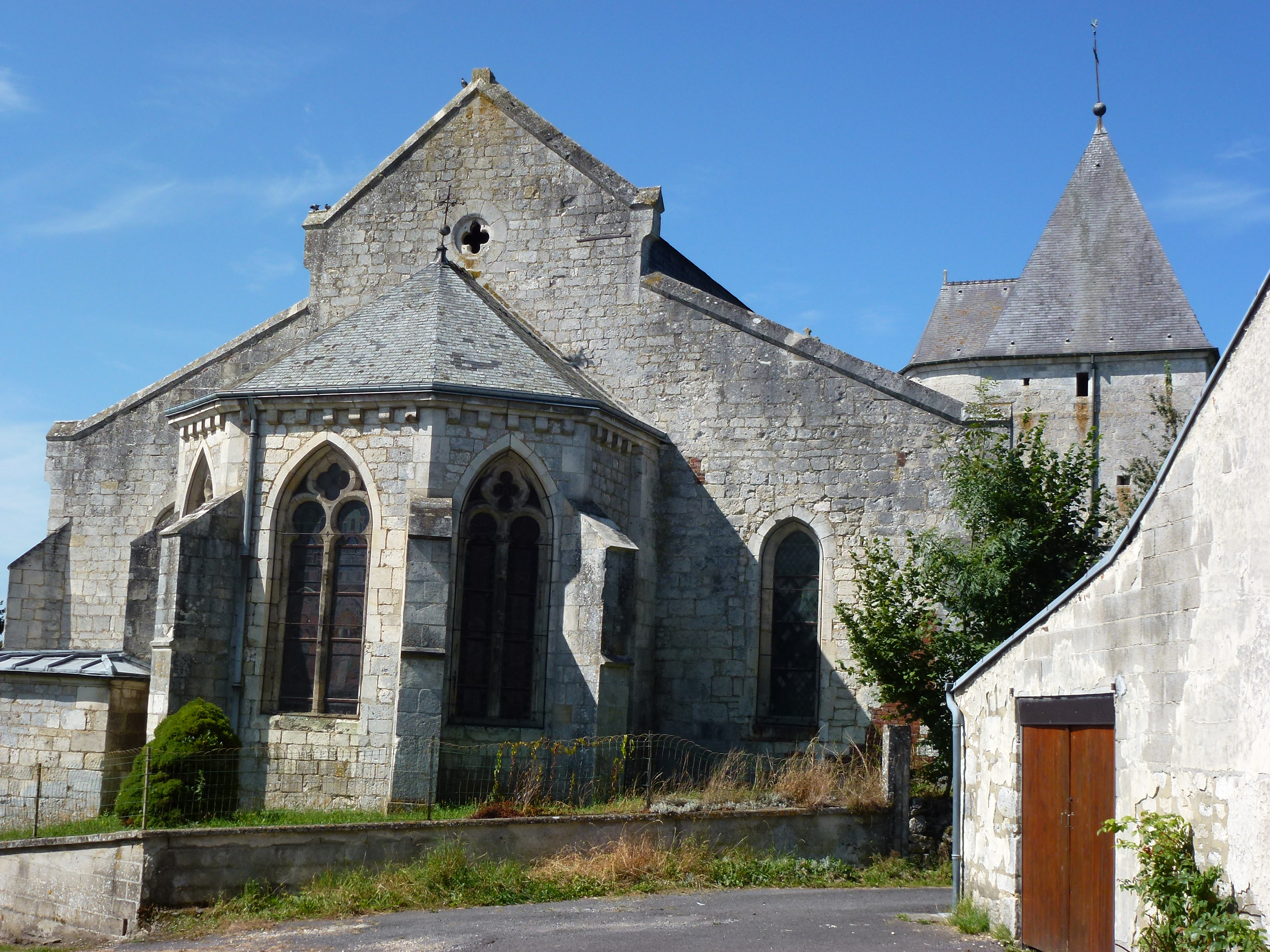
Chevet.
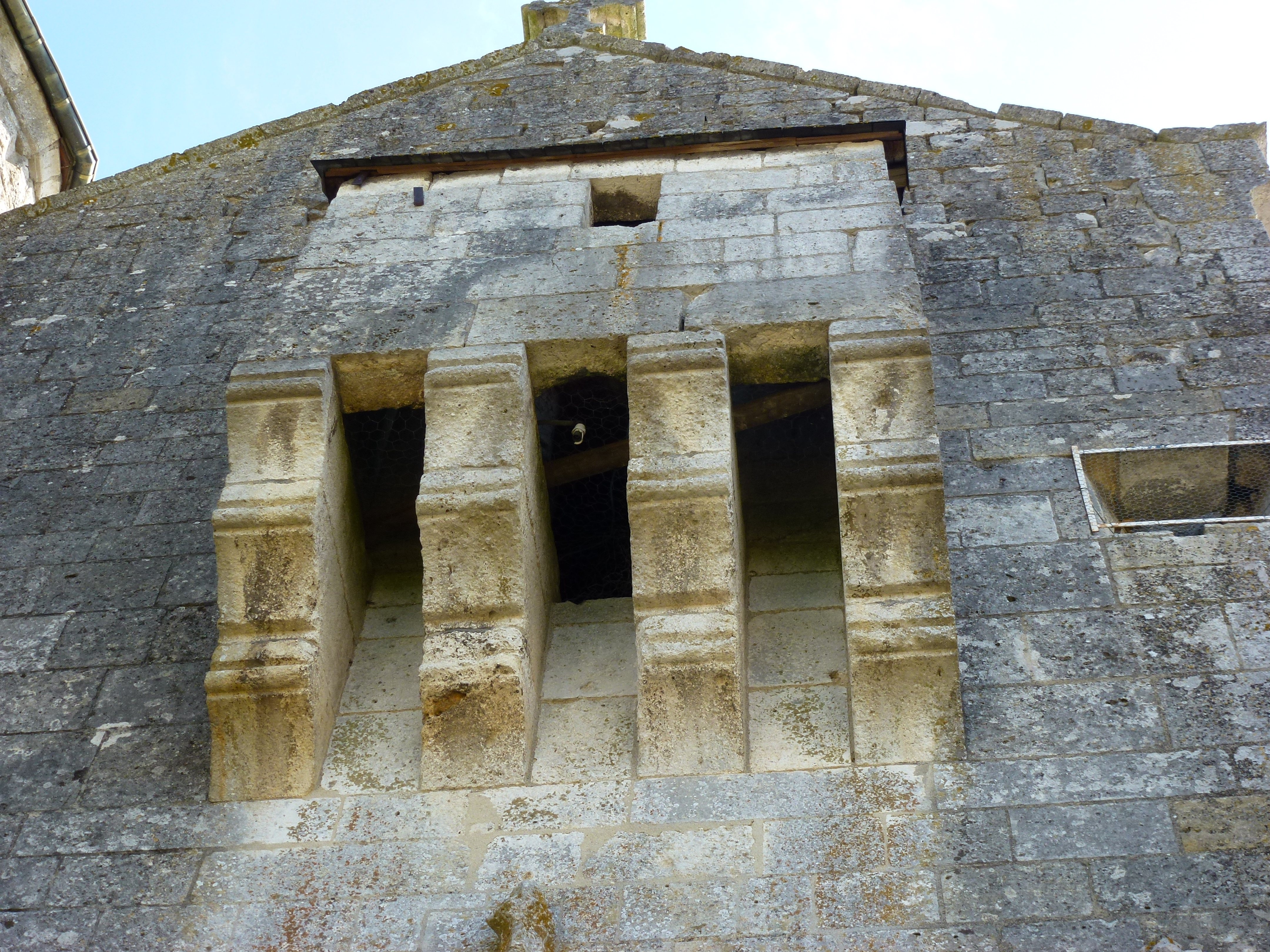
Bretèche.
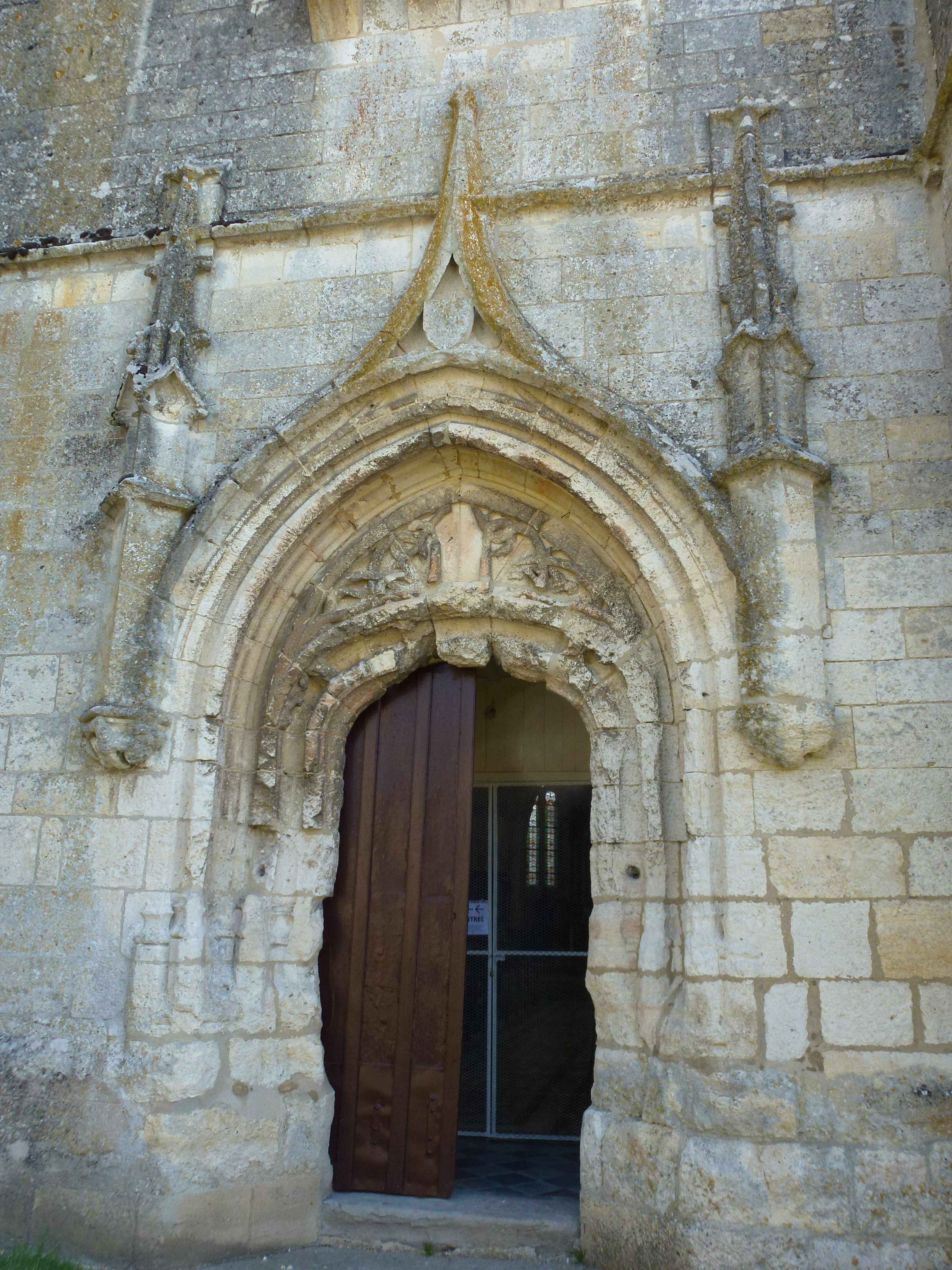
Porche.

### Intérieur
L'intérieur comporte une nef à quatre travées voûtées d'ogives, avec bas-côtés, et un chœur à cinq pans.

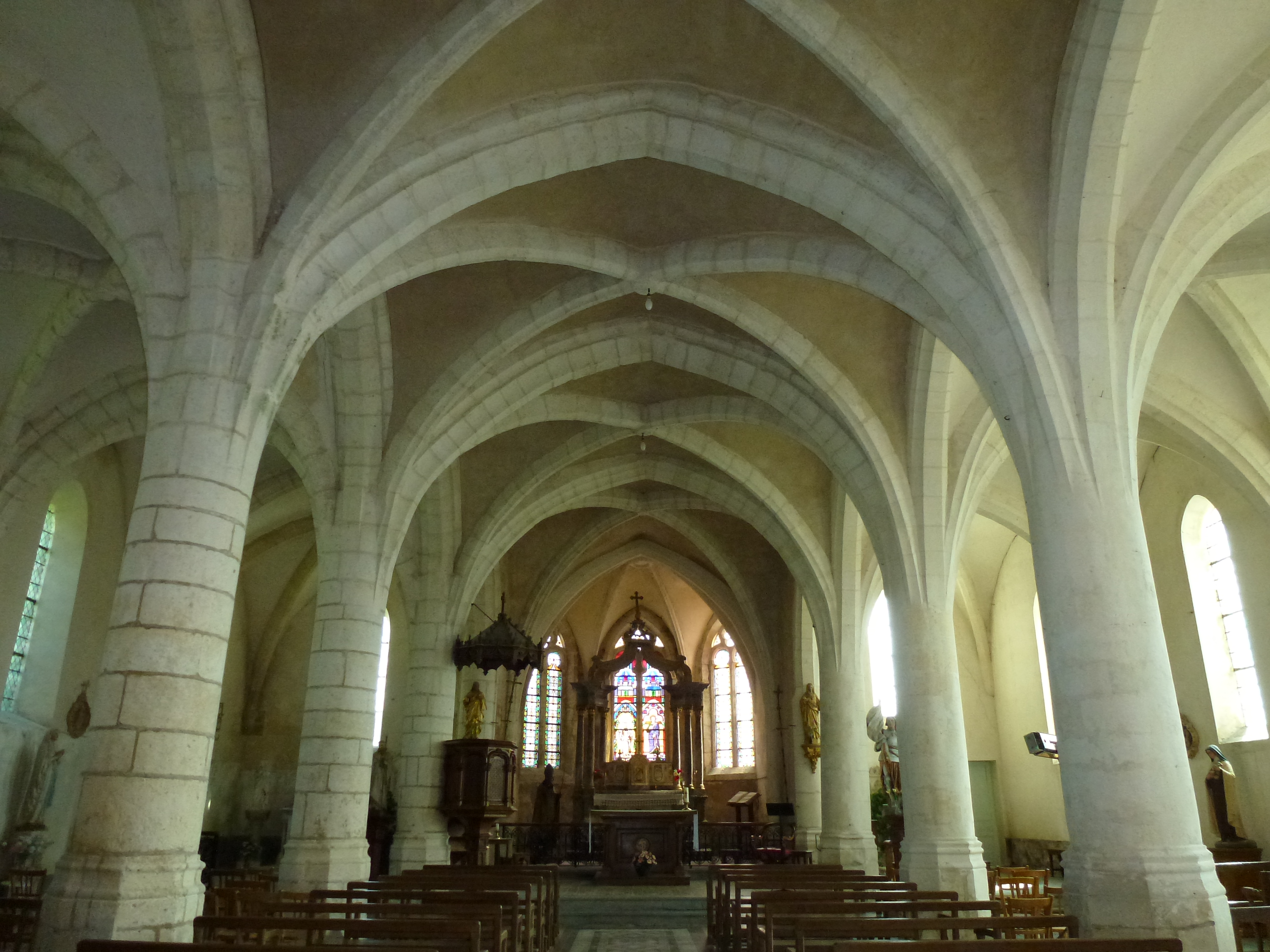
Intérieur.
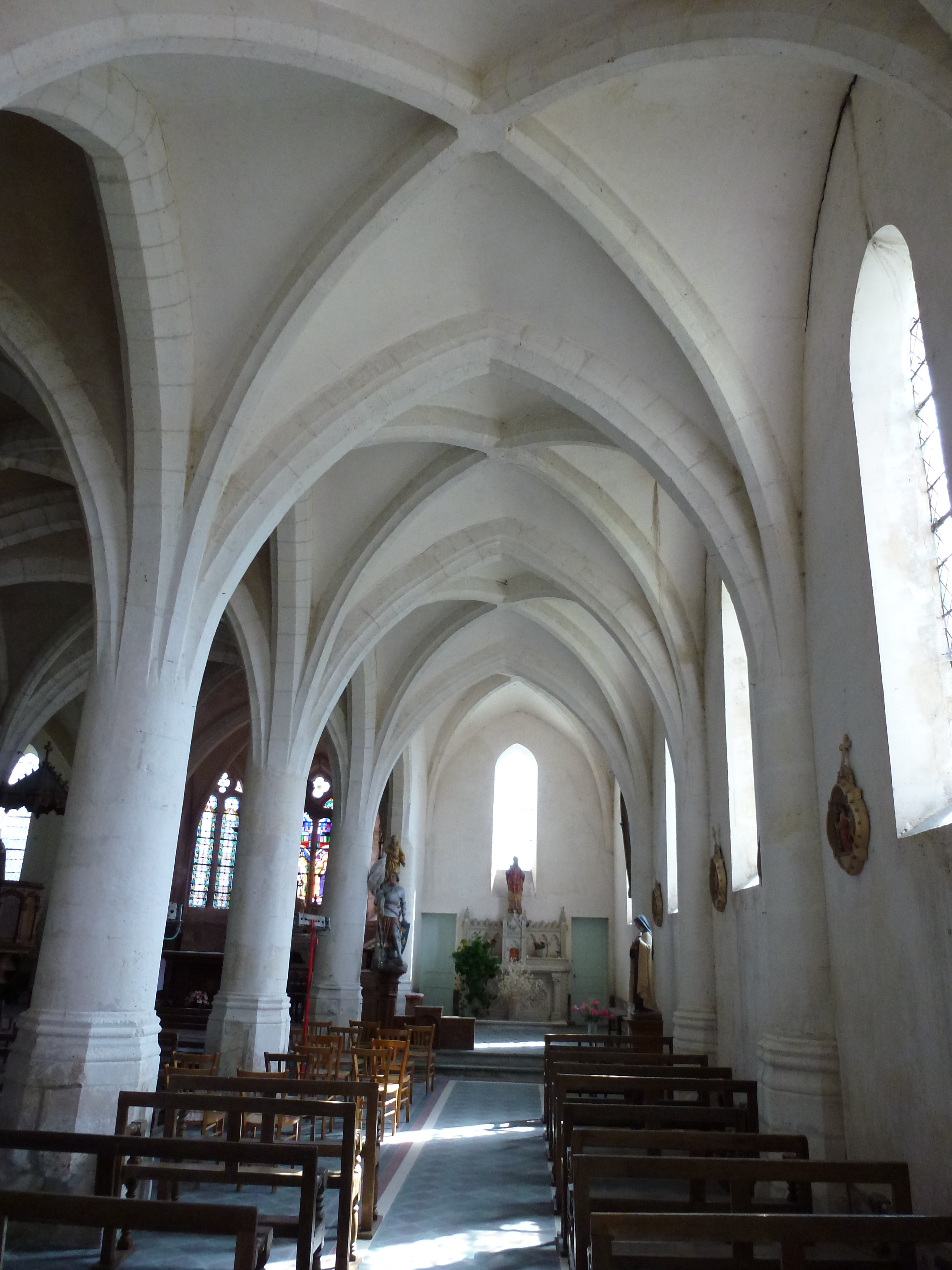
Bas-côté.
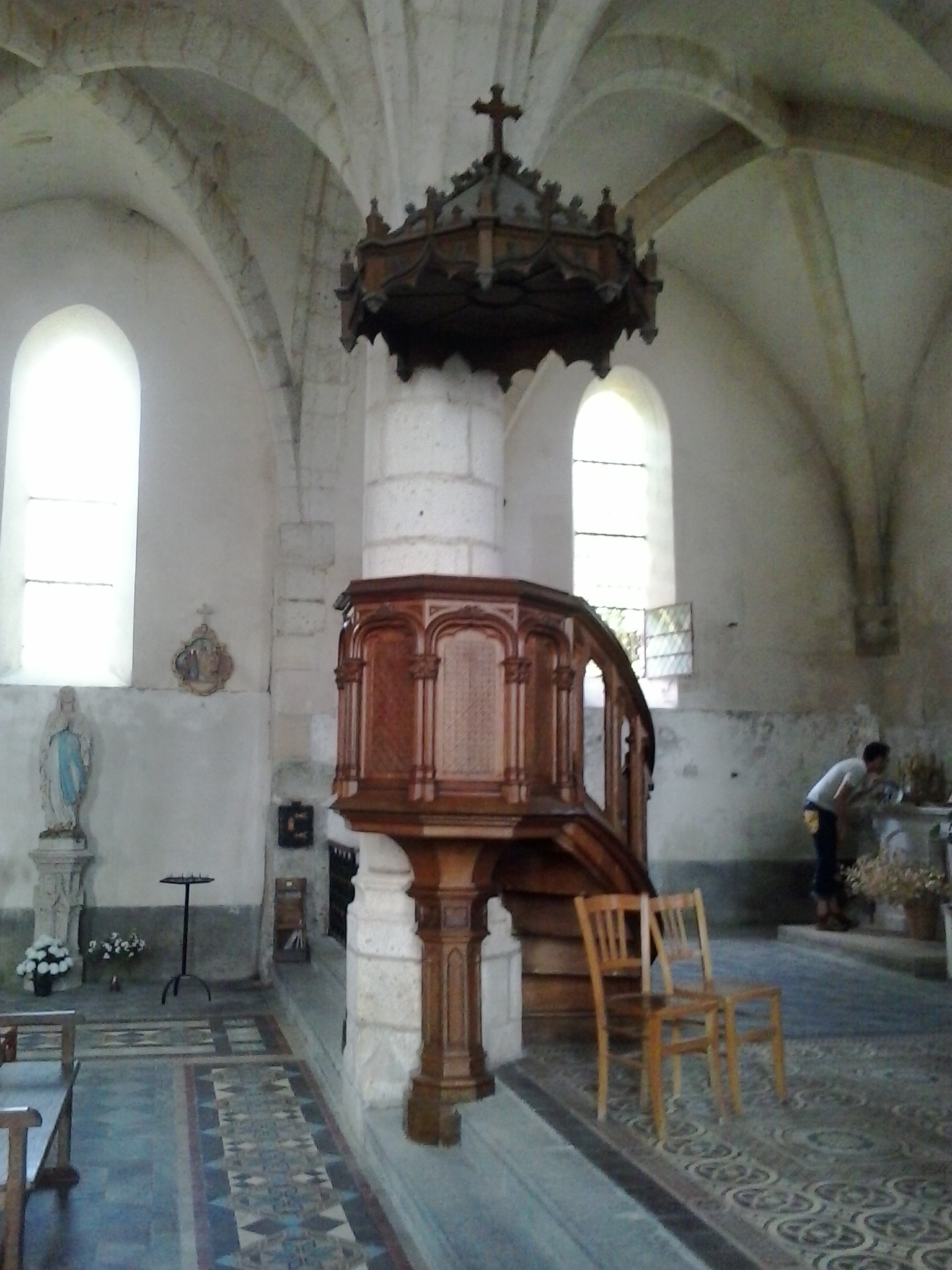
Le prêchoir.

## Localisation
L'église est située sur la commune d'Aouste, dans le département de l'Ardennes.

## Historique
Aouste est une propriété de l'archevêque de Reims. L'autel d'Aouste est le siège d'un doyenné en 1247, avant d'être rattaché à Rumigny, tel que mentionné dans un pouillé de 1306. En 1306, la paroisse est placée sous le vocable de saint Nicolas, elle l'est encore en 1648, mais en  1663, elle est sous le vocable de saint Rémi.
L'édifice est classé au titre des monuments historiques en 1922.